# Euchalcis haematomera
Euchalcis haematomera är en stekelart som beskrevs av Dufour 1861. Euchalcis haematomera ingår i släktet Euchalcis och familjen bredlårsteklar. Inga underarter finns listade i Catalogue of Life.